# Пророк Олександр Миколайович
Олександр Миколайович Пророк — солдат збройних сил України, учасник російсько-української війни.

## Життєпис
Народився 21 грудня 1993 в місті Конотоп. Навчався у Конотопській загальноосвітній школі №14. Продовжив навчання в Державному професійно-технічному навчальному закладі «Конотопське вище професійне училище». Після училища пройшов строкову військову службу, після служби працював в охоронній фірмі в Києві. Згодом повернувся до Конотопа. 
30 березня 2023 року був мобілізований до лав збройних сил України. Проходив службу у 46 окремій аеромобільній бригаді.
Загинув 9 вересня 2023 року.

## Нагороди та вшанування
- Орден «За мужність» III ступеня[1].
- Почесний громадянин Конотопа.